# Ascotrichia frontalis
Ascotrichia frontalis är en nattsländeart som beskrevs av Oliver S. Flint Jr. 1983. Ascotrichia frontalis ingår i släktet Ascotrichia och familjen smånattsländor. Inga underarter finns listade i Catalogue of Life.